# La grande fuga dell'Ottobre Rosso
La grande fuga dell'Ottobre Rosso (The Hunt for Red October) è un romanzo di Tom Clancy, parte della serie techno-thriller con protagonista il personaggio di Jack Ryan.

## Personaggi
- Marko Ramius: comandante del sottomarino lanciamissili Ottobre Rosso
- Natalia Bogdanova: moglie di Marko Ramius
- Vasilij Borodin: comandante in seconda dell’Ottobre Rosso
- Ivan Putin: ufficiale politico dell’Ottobre Rosso
- Petrov: medico di bordo dell’Ottobre Rosso
- Viktor Tupolev: comandante del sottomarino V.K. Konovalov
- Juri Ilijc Padorin: primo ufficiale politico della Marina sovietica
- Jack Ryan: consulente esterno della CIA
- Bart Mancuso: comandante del sottomarino Dallas
- Thompson: tenente di vascello del Dallas
- Ronald Jones: ecogoniometrista di seconda classe del Dallas

## Trama
Marko Ramius, capitano di prima classe della Marina Sovietica, al comando del sottomarino lanciamissili balistici Ottobre Rosso (Krasniy Oktyabr) derivato dalla classe Typhoon ma dotato di un sistema di propulsione silenziosa a idrogetto (nella trasposizione cinematografica diventa di tipo magnetoidrodinamico) decide di colpire il governo sovietico, colpevole di avergli ucciso la moglie con le sue inefficienze e ingiustizie, consegnando il sottomarino agli Stati Uniti; per far questo, Ramius coopta un gruppo di ufficiali e prepara il piano di fuga, contraffacendo gli ordini, uccidendo appena usciti in mare il commissario politico Putin e tagliandosi la via di fuga informando l'ammiraglio Padorin delle sue intenzioni.
Immediatamente i sovietici mettono in mare tutto ciò che è in grado di navigare velocemente creando due gruppi da battaglia e inviando oltre cinquanta sottomarini a bloccare i porti civili e militari atlantici statunitensi, col pretesto di cercare un sottomarino disperso.
Il governo statunitense, già a conoscenza dell'esistenza di Ottobre Rosso ma non delle sue intenzioni, interpreta gli eventi come possibili preparativi per un attacco, sia pure privo del fattore sorpresa, mentre un funzionario della CIA, Jack Ryan, intuisce le reali intenzioni del sottomarino, mettendo insieme una serie di fatti e congetture.
Viene coinvolto anche il Regno Unito, dapprima a livello di servizi segreti, e quando diventa chiara l'intenzione di Ramius, anche attraverso la messa a disposizione di una flottiglia, con al centro la portaerei Invincible che in quel momento stava partecipando a una esercitazione NATO preso le Isole Bermude.
Dalla Invincible, Ryan riesce a contattare il sottomarino e concordare con Ramius un incontro con mezzi alleati, durante il quale evacuare l'equipaggio, inconsapevole del reale scopo del capitano, e consegnare il battello.
Sfortunatamente un membro del GRU in incognito a bordo intuisce l'operazione e non abbandona il battello insieme all'equipaggio, preparandosi a innescare un dispositivo di autodistruzione. Scoperto da Ryan, viene ucciso in un "duello alla pistola" sul ponte missili dell'Ottobre Rosso in mezzo a duecento testate atomiche e il missile che stava per essere innescato viene espulso.
A questo punto, dopo una serie di contatti e incidenti tra mezzi aeronavali delle due flotte, viene "trovato" il sottomarino disperso, in realtà un sottomarino statunitense in disuso fatto esplodere (l'SSBN USS Ethan Allen) e i sovietici vengono convinti a tornare indietro, credendo di aver trovato il relitto dell'Ottobre Rosso.
In realtà lasciano indietro con compiti di spionaggio elettronico alcuni sottomarini d'attacco, tra cui l'SSN Konovalov della classe Alfa, comandato da Viktor Tupolev, un allievo di Ramius, il quale riesce a rilevare la firma acustica dell'Ottobre Rosso che si dirige a Norfolk, in Virginia, scortato da un SSN classe Los Angeles, l'USS Dallas e dell'USS Pogy, un sommergibile della classe Sturgeon, e lo attacca secondo gli ordini precedenti.
Ma il duello, che si conclude con lo speronamento e affondamento dell'Alfa da parte del ben più massiccio Ottobre Rosso, colpito comunque da un siluro, vede quest'ultimo raggiungere Norfolk con una entrata tanto segreta quanto trionfale, e Ryan congedarsi ubriaco dopo il debriefing per tornare dalla sua famiglia a Londra, sua sede operativa in quel momento, con la Barbie Sciatrice come regalo di Natale per la sua bambina.

## Adattamenti
Primo libro in ordine di pubblicazione ma non nella cronologia del personaggio di Jack Ryan, ha ispirato il film diretto da John McTiernan Caccia a Ottobre Rosso, con Sean Connery nel ruolo del Capitano Ramius, e Alec Baldwin nel ruolo di Jack Ryan.
Il videogioco del 1987 The Hunt for Red October, pubblicato per numerosi computer dell'epoca, è basato sul libro. Altri giochi successivi sono basati sul film.

## Edizioni
- Tom Clancy, La grande fuga dell'Ottobre Rosso, traduzione di Gianni Pilone-Colombo, BUR, 1988,  p. 596, ISBN 88-17-11338-7.